# Războiul de mâine
The Tomorrow War (în română Războiul de mâine) este un film american științifico-fantastic militar din 2021 în regia lui Chris McKay. Este produs de David Ellison, Dana Goldberg, Don Granger, David S. Goyer, Jules Daly și Adam Kolbrenner, iar scenariul este scris de Zach Dean. În film joacă actorii Chris Pratt (care a fost și producător executiv), Yvonne Strahovski, J. K. Simmons, Betty Gilpin, Sam Richardson, Edwin Hodge, Jasmine Mathews, Ryan Kiera Armstrong și Keith Powers. Filmul prezintă un amestec de soldați din prezent și civili trimiși în viitor pentru a lupta cu o armată extraterestră.
Inițial programat pentru a fi lansat în cinematografe de către Paramount Pictures, drepturile de distribuție ale filmului au fost achiziționate de Amazon datorită pandemiei de COVID-19 și a fost lansat digital pe 2 iulie 2021 prin intermediul Amazon Prime Video. Filmul a primit recenzii mixte de la critici, cu laude pentru concept, acțiune și interpretare (mai ales a lui Pratt), dar criticile au vizat erorile logice mari și semnificația scenariului.

## Prezentare
În decembrie 2022, profesorul de biologie și fost membru al Beretelor Verzi Dan Forester nu reușește să obțină un loc de muncă la un prestigios centru de cercetare. În timp ce se uita la Campionatul Mondial de Fotbal din 2022, soldați din anul 2051 apar ca să avertizeze că omenirea este pe punctul de dispariție din cauza unui război cu invadatori extratereștri denumiți „Whitespikes” care se hrănesc cu oameni. Whitespikes vor apărea la scară globală în noiembrie 2048 și vor extermina majoritatea umanității în trei ani. Ca răspuns, militarii lumii sunt trimiși în viitor printr-un dispozitiv bazat pe gaura de vierme numit „Jumplink”, dar mai puțin de 20% dintre aceștia supraviețuiesc misiunii de 7 zile, ceea ce duce la un program internațional de recrutări.
Dan primește o notificare că a fost recrutat și trebuie să se prezinte cu alți recruți la pregătirea de bază. Dan deduce împreună cu colegul său Charlie că, pentru a preveni un paradox, cei recrutați au murit deja înainte de începerea războiului. Recruții sunt trimiși prin timp pe un câmp de luptă de pe Miami Beach, dar puțini supraviețuiesc sosirii, fiind accidental transferați deasupra orașului. Comandantul forțelor terestre, colonelul Forester, ordonă recruților să salveze personalul dintr-un laborator din apropiere înainte ca zona să fie sterilizată prin bombardament. Ei descoperă că personalul laboratorului este deja mort, dar le recuperează cercetările. Este confirmat prin radio că nu va fi trimis niciun ajutor pentru salvarea trupelor blocate. Aproape toată lumea moare, cu excepția lui Charlie, Dan și a unui soldat pe nume Dorian care este la a treia misiune în viitor.
Supraviețuitorii se trezesc într-o tabără militară din Republica Dominicană. Dan se prezintă pentru a da raportul col. Forestier, care se dovedește a fi fiica sa, Muri, acum matură. Ea îi cere să îl însoțească într-o misiune de a captura o femelă albă extraterestră, care sunt mai rare decât masculii întâlniți de obicei și mai rezistente la neurotoxine. Ei prind și închid femela într-o cușcă, însă sute de masculi atacă poziția lor. În timp ce elicopterul cu femela decolează, Dan și Muri scapă pe plajă cu un jeep și cer ajutor prin radio. Muri îi dezvăluie lui Dan că, nemulțumit de viața sa după ce și-a pierdut slujba, își abandonează familia și moare într-un accident de mașină în 2030. Dan, Muri și femela Whitespike sunt transportați pe o platformă petrolieră fortificată aproape de Port Nelson⁠(d), unde se află dispozitivul Jumplink.
Muri creează o toxină care poate ucide extratereștrii. Dar aceștia atacă în masă și copleșesc apărarea bazei pentru a elibera femela, iar Muri se sacrifică pentru a-l trimite pe Dan înapoi în trecut. Deși se întoarce în 2023 cu toxina, Jumplink-ul a fost  distrus. Lumea interpretează acest lucru ca un semn că viitorul război este pierdut și haosul se dezlănțuie pe planetă.
În timp ce Dan caută o soluție împreună cu soția sa, Emmy, ea deduce că Whitespikes nu au sosit în 2048, datorită lipsei dovezilor video din viitor, ci au venit pe Pământ mult mai devreme. Dan se consultă cu Charlie și Martin, un elev de liceu interesat de vulcani și teoretizează că Whitespikes se găseau pe Pământ cel puțin de la „Erupția Mileniului” din anul 946, iar încălzirea globală i-a făcut să se dezghețe și să iasă de sub calotele de gheață. Dan conduce o misiune în Rusia cu Charlie, Dorian, câțiva viitori soldați supraviețuitori și tatăl său înstrăinat James, pentru a-și demonstra teoria. Echipa găsește o navă extraterestră prăbușită sub ghețarul Academiei de Științe (rusă: ледник Академии наук; Lednik Akademii Nauk) de pe Insula Komsomoleț. Ei dezbat dacă să semnaleze lumii această problemă, dar decid că este mai bine să pună capăt amenințării pe loc. Odată ajunși în interior, își dau seama că nava s-a prăbușit accidental, iar Whitespikes nu sunt extratereștrii în sine (alte ființe sunt găsite moarte în centrul de control), ci mai degrabă organisme bio-construite, eventual ca arme de curățare a planetei sau vite crescute de către o altă rasă extraterestră avansată. Echipa injectează mai mulți Whitespikes cu toxina; acest lucru îi ucide pe cei injectați, dar îi trezește pe ceilalți care fug și cea mai mare parte a echipei este ucisă în lupta care urmează. Dorian, care este bolnav în fază terminală de cancer și care dorește să moară în propriile condiții, rămâne în urmă pentru a arunca nava în aer cu explozibil C-4, iar explozia îi omoară pe toți, cu excepția unei femele Whitespike. Dan și tatăl său vânează și ucid singura femelă care a scăpat. Cei doi și Charlie sunt singurii supraviețuitori ai echipei.
Mulțumit de faptul că războiul a fost evitat și omenirea este salvată, Dan îl aduce pe James acasă pentru a se întâlni cu soția și fiica, hotărât să nu facă aceleași greșeli despre care Muri l-a avertizat în viitorul ei.

## Distribuție
- Chris Pratt – James Daniel „Dan” Forester, profesor de biologie și fost membru al beretelor verzi care a fost de 2 ori în Irak
- Yvonne Strahovski – colonel Muri Forester, fiica adultă a lui Dan și cercetător militar
  - Ryan Kiera Armstrong -tânăra Muri Forester
- J. K. Simmons – James Forester, tatăl înstrăinat al lui Dan, un supraviețuitor anti-guvernamental și veteran al războiului din Vietnam
- Betty Gilpin⁠(d) – Emmy Forester, soția lui Dan și terapeut al recruților întorși din misiune
- Sam Richardson⁠(d) – Charlie, un recrut cu un doctorat în știința Pământului
- Edwin Hodge⁠(d) – Dorian, un om afectat de cancer la cel de-al treilea tur în viitor
- Jasmine Mathews – Lt. Hart, un soldat din viitor care a avertizat lumea în timpul Cupei Mondiale
- Keith Powers⁠(d) – maiorul Greenwood, ofițerul executiv al lui Muri

În plus, Mary Lynn Rajskub și Mike Mitchell îi interpretează pe Norah și, respectiv, pe Cowan, în timp ce Seth Scenall îl interpretează pe Martin, studentul lui Dan.

## Producție

### Dezvoltare
În februarie 2019, s-a anunțat că actorul Chris Pratt se află în negocieri pentru a juca în acest film (cunoscut pe atunci ca Ghost Draft) și că va fi regizat de Chris McKay⁠(d). În iulie, Yvonne Strahovski a fost distribuită în film. J. K. Simmons, Betty Gilpin, Sam Richardson, Theo Von, Jasmine Mathews, Keith Powers au fost distribuiți în august, iar Mary Lynn Rajskub, Edwin Hodge și restul distribuției suplimentare în septembrie. Filmul a fost mai târziu intitulat Războiul de mâine (The Tomorrow War). Designerul de creaturi Ken Barthelmey a proiectat extratereștrii filmului.

### Filmări
Filmările au început la 1 septembrie 2019 în Lincolnton, Georgia⁠(d), Atlanta și Islanda. Filmul a fost finalizat la 12 ianuarie 2020.

## Lansare

### Streaming
Filmul a fost inițial programat pentru lansare pe 25 decembrie 2020 de către Paramount Pictures, dar, din cauza pandemiei de COVID-19, acesta a fost reprogramat la 23 iulie 2021, în locul lansării filmului Mission: Impossible 7, ulterior retras.  În ianuarie 2021, Amazon Studios a purtat ultimele negocieri pentru a achiziționa filmul pentru aproximativ 200 de milioane de dolari. În aprilie 2021, s-a anunțat că Amazon a cumpărat oficial filmul și l-a lansat pe Amazon Prime Video la 2 iulie 2021.

## Recepție
Pe agregatorul de recenzii Rotten Tomatoes, filmul are un rating de aprobare a criticilor de 53% pe baza a 133 de recenzii. Consensul criticilor site-ului web spune: „Chris Pratt ancorează abil această aventură științifico-fantastică, chiar dacă este posibil ca Războiul de mâine să nu rămână în memorie decât astăzi”. Pe Metacritic, filmul are un scor mediu ponderat de 45 din 100, bazat pe 31 de critici, indicând „recenzii mixte sau medii”. 
Nick Allen de la The Playlist a dat filmului un „B +”, scriind că „filmele de succes sunt adesea la fel de puternice și bazate pe acțiune ca Războiul de mâine, dar rareori sunt la fel de diverse ca ton sau atât de încântător de sălbatice când vine vorba de ... divertisment în fața ta.” De asemenea, el l-a numit „îndrăzneț” și a comparat stilul lui McKay cu cel al lui Michael Bay și Zack Snyder.
Richard Roeper de la Chicago Sun-Times a dat filmului 2 stele din 4 și a scris: „Războiul de mâine este un efort serios pentru a aduce ceva nou genului de acțiune în călătoriile în timp, dar acest film este un proiect din 2021 bazat pe părți din anii 2010, anii 1990 și anii 1980.”
David Ehrlich, de la IndieWire⁠(d), a dat filmului o notă C, scriind: „Asta nu înseamnă că Războiul de mâine este rău - se mândrește cu o premisă inteligentă, cu un război care sprijină rândul lui Sam Richardson și cu un sentiment neobișnuit de bine definit loc pentru un astfel de întunecos CGI.”
John Defore, de la Hollywood Reporter, a afirmat că „poate fi privat de acel ceva care l-ar fi făcut uriaș în cinematografe”, dar că este oricum distractiv pe fluxul Amazon și a lăudat actoria lui Chris Pratt.
IGN l-a criticat descriind filmul ca fiind „științifico-fantastic extrem de prost” și a afirmat în continuare că actorul Chris Pratt parcă se strecoară prin acest film de război cu călătorii în timp extrem de stupide.
Martin Thomas, de la Double Toasted⁠(d), a simțit că, în timp ce filmul a reușit să se ocupe de caracterizarea personajelor, el a adăugat că întregul al treilea act a devenit complet comic și a perturbat tonul general al filmului. El a mai menționat că The Tomorrow War a fost un fel de „furt” al filmului Ziua Independenței și a împrumutat multe ritmuri similare. Din întâmplare, a verificat și o carte denumită Războiul etern, care are o premisă foarte similară, în ciuda faptului că filmul nu se bazează pe aceasta.